# Stephen H. Crandall
Stephen Harry Crandall  (* 2. Dezember 1920 in Cebu, Philippinen; † 29. Oktober 2013 in Needham, Massachusetts) war ein US-amerikanischer Bauingenieur und Ingenieurwissenschaftler für Mechanik. Er war Professor am Massachusetts Institute of Technology (MIT).
Crandall studierte Ingenieurwesen auf dem Stevens Institute of Technology mit dem Master-Abschluss (ME) 1942. Während des Zweiten Weltkrieges war er am Radiation Laboratory des MIT (1944 bis 1946 als Instructor für Mathematik); 1946 wurde er am MIT bei Jacob P. Den Hartog promoviert. 1947 wurde er Assistant Professor und später Professor am MIT (Radiation Laboratory). Ab 1958 war er Professor für Angewandte Mechanik am MIT, der er 1957 bis 1959 und 1961 bis 1967 vorstand. 1968 bis 1971 leitete er die Abteilung Mechanik und Mathematik. Ab 1975 war er Ford Professor of Engineering. 1991 emeritierte er. Er war unter anderem Gastprofessor am Imperial College in London (1949, als Fulbright Fellow), in Marseille (1960), 1964/65 in Berkeley, 1971/72 in Harvard, an der Nationalen Autonomen Universität Mexico (1967) und 1987 am Technion (Lady Davis Visiting Professor).
1984 erhielt er die Von-Karman-Medaille und 1990 die Timoschenko-Medaille. 1971 erhielt er die Worcester Reed Warner Medal und 1991 den Den Hartog Award. 1989 erhielt er den Alexander von Humboldt Senior US Scientist Award. Er war Mitglied der National Academy of Sciences, der National Academy of Engineering, der American Association for the Advancement of Science und der American Academy of Arts and Sciences (1961).
Er war seit 1949 verheiratet und hat einen Sohn und eine Tochter.

## Schriften
- Herausgeber mit Norman C. Dahl An introduction to mechanics of solids, McGraw Hill 1959
- mit William D. Mark Random Vibration in Mechanical Systems, Academic Press 1963
- Engineering analysis. A survey of numerical procedures, McGraw Hill 1956
- Herausgeber Dynamics of mechanical and electromechanical systems, McGraw Hill 1968